# Nikołaj Januszkiewicz
Nikołaj Nikołajewicz Januszkiewicz (ros. Николай Николаевич Янушкевич; ur. 1 maja?/13 maja 1868, zm. 18 października 1918) – profesor, generał piechoty Armii Imperium Rosyjskiego.

## Życiorys
Ukończył Mikołajewski Korpus Kadetów i Mikołajewską Szkołę Artylerii. Mianowany do stopnia oficerskiego w 1888 w 3 Gwardyjskiej i Grenadierskiej Brygadzie Artylerii. W 1896 ukończył Nikołajewską Akademię Sztabu Generalnego.
Dowodził kompanią jeden rok, batalionem ponad 4 miesiące. Od 12 lutego 1887 r. pomocnik starszego adiutanta (pomocnik starszego oficera) sztabu Wileńskiego Okręgu Wojskowego. Od 16 maja 1898 r. w Sztabie Głównym, pełniący obowiązki szefa oddziału kodyfikacji Rady Wojennej, oficer kancelarii Ministerstwa Wojny. Od 25 sierpnia 1905 r. szef wydziału prawnego kancelarii Ministerstwa Wojny, a od 22 lutego 1911 r. pomocnik szefa kancelarii Ministerstwa Wojny. Jednocześnie od 8 stycznia 1910 r. nadzwyczajny, a od 8 października 1911 r. zwyczajny profesor administracji wojskowej w Mikołajewskiej Akademii Sztabu Generalnego. od 20 stycznia 1913 r. komendant Mikołajewskiej Akademii Sztabu Generalnego. W roku 1913 w czasie pobytu w Liwadii (Krym) uzyskał zaufanie imperatora Mikołaja II pokazując następcy tronu film o Suworowie. W tymże roku awansowany do stopnia generała lejtnanta. 
5 marca 1914 r. na osobistą rekomendację cara Mikołaja II wyznaczony na stanowisko szefa Sztabu Generalnego. Ówczesny minister wojny gen. Władimir Suchomlinow nie wyraził sprzeciwu wobec mianowania Januszkiewicza, choć był on nieprzygotowany do pełnienia obowiązków na takim stanowisku. Sam siebie Januszkiewicz charakteryzował słowami: „nie byłem przygotowany do objęcia tego stanowiska, nie znałem zasad pracy sztabowej i pracy Sztabu Generalnego w polu, nie dowodziłem wojskami, nie miałem doświadczenia bojowego, nie znałem żadnego teatru działań wojennych”. Były minister wojny gen. Aleksiej Poliwanow widział w wyznaczeniu M. Januszkiewicza na stanowisko „bardzo ważny fakt lekkomyślności i oportunizmu Suchomlinowa”. Sam Suchomlinow na miesiąc przed I wojną światową ocenił działalność gen. Januszkiewicza: „nasz szef Sztabu Generalnego jest jeszcze zupełnym dzieckiem”. Politycznie jednak Januszkiewicz był człowiekiem pewnym i wchodził w skład kierownictwa Zjednoczonego Możnowładztwa. Szczególne zaufanie miał u wielkiego księcia Mikołaja Mikołajewicza Romanowa (młodszego) i bez porozumienia z ministrem wojny jeździł z meldunkami do cara.

### I wojna światowa
Z chwilą ogłoszenia mobilizacji, zgodnie z regulaminem dowodzenia armiami w czasie wojny, 19 lipca 1914 został wyznaczony na szefa sztabu Najwyższego Naczelnego Dowódcy księcia Mikołaja Mikołajewicza. We wrześniu 1914 r. nagrodzony Orderem Świętego Jerzego 4 stopnia, a 22 października awansowany na generała piechoty.
Świadomy braku znajomości kunsztu wojennego Januszkiewicz od początku wojny stronił od rozwiązywania problemów strategicznych wojsk, przekazując je gen. kwatermistrzowi J. M. Daniłowowi. Januszkiewicz przy księciu Mikołaju Mikołajewiczu odgrywał role dworsko-dyplomatyczną i polityczną, ciesząc się pełnym zaufaniem księcia, a nie rolę szefa sztabu armii rosyjskiej. W związku z klęskami armii rosyjskiej na froncie, po wyznaczeniu Mikołaja Mikołajewicza namiestnikiem cara na Kaukazie, 18 sierpnia 1915 r. Januszkiewicz został pomocnikiem namiestnika ds. wojskowych, a 13 września 1916 r. również szefem zaopatrzenia Armii Kaukaskiej.
Po rewolucji lutowej 1917 odwołany ze stanowiska, a 31 marca 1917 r. zwolniony ze służby „w związku z chorobą”. Po przewrocie bolszewickim na początku roku 1918 został aresztowany w Mohylewie i był przewożony do Twierdzy Pietropawłowskiej w Piotrogrodzie. W czasie konwojowania został rozstrzelany przez ochronę.